# Isiolo (hrabstwo)
Isiolo – hrabstwo w Kenii, w dawnej Prowincji Wschodniej. Jego stolicą i największym miastem jest Isiolo. Liczy 268 tys. mieszkańców i jest jednym z najsłabiej zaludnionych regionów w kraju.
Ze względu na swój rozmiar Isiolo graniczy z siedmioma innymi hrabstwami. Są to: Marsabit od północy i północnego zachodu, Wajir na wschodzie i północnym wschodzie, Garissa na południowym wschodzie, Tana River od południa, Meru na południowym zachodzie, Laikipia od zachodu i Samburu na północnym zachodzie.
Na obszarze hrabstwa znajdują się trzy różne rezerwaty przyrody: Bisanadi National Reserve, Buffalo Springs National Reserve i Shaba National Reserve. Hrabstwo przecina także rzeka Ewaso Ng’iro.
Spis z 2019 roku wykazał lud Borana jako najbardziej dominującą społeczność etniczną w Isiolo. Na kolejnych miejscach byli Somalowie, Samburu, Meru i Turkana.

## Religia
Struktura religijna w 2019 roku wg Spisu Powszechnego:
- islam – 72,3%
- katolicyzm – 12,1%
- protestantyzm – 9,8%
- tradycyjne religie plemienne – 3,1%
- pozostali chrześcijanie – 2,1%
- pozostali – 0,6%.